# Alexandru Finți
Alexandru Finți (n. 1910, Craiova, România – d. 8 septembrie 1972, București, România) a fost un regizor și actor român, profesor la Institutul de Artă Teatrală și Cinematografică din București. Printre actorii formați de către profesorul Finți menționăm pe Amza Pellea, Florin Piersic, Constantin Dinulescu, Eusebiu Ștefănescu, Corneliu Revent, Petru Ciubotaru, Sergiu Tudose și Adela Mărculescu. A fost pentru o perioadă director al Teatrului Armatei.

## Distinții
- titlul de Maestru Emerit al Artei din Republica Populară Română (28 aprilie 1951)[1]
- Medalia „A cincea aniversare a Republicii Populare Române” (24 decembrie 1952) „pentru lupta și munca duse în vederea făuririi, consolidării și prosperării Republicii Populare Române”[2]
- Ordinul „23 August” clasa a IV-a (12 august 1959) „pentru activitate rodnică în dezvoltarea științei și culturii din Republica Populară Romînă”[3]
- Medalia „40 de ani de la înființarea Partidului Comunist din Romînia” (6 mai 1961) „pentru activitate îndelungată în mișcarea muncitorească și merite în opera de construire a socialismului”[4]
- Ordinul Muncii clasa a II-a (6 mai 1961) „cu prilejul celei de-a 40-a aniversări de la înființarea Partidului Comunist din Romînia, pentru merite deosebite în opera de construire a socialismului”[5]
- Ordinul „Meritul Cultural” clasa a II-a (6 noiembrie 1967) „pentru merite deosebite în domeniul artei dramatice”[6]

## Filmografie
- Manasse (1925) - Lazăr Kohanovici

## Aprecieri
„Alexandru Finți, care a fost nu numai regizorul meu, a fost părintele meu spiritual, omul care s-a îngrijit de viața mea, care mi-a dat niște roluri pe care eu nu le-am visat niciodată .”—Florin Piersic
„[...] Maestrul Al. Finți, profesorul, mentorul meu, căruia am să-i port recunoștință până în ultima zi a vieții .”—Florin Piersic